# Fundación Azteca
Fundación Azteca es una organización que desarrolla la Responsabilidad social corporativa del Grupo Salinas. Fundada en 1997, es la encargada de los proyectos para crear valor social, ambiental, educativo y cultural a través de los diferentes programas. 
Entre sus programas destacados se encuentran Plantel Azteca, Esperanza Azteca, Emprendimiento Social, Movimiento Azteca, Vive sin Drogas, Limpiemos México, ¡Que viva la Selva Lacandona! y Juguetón.

## Directores
Desde el 2002 y hasta el 2018, su director ejecutivo fue Esteban Moctezuma Barragán. En el 2018, Antonio Domínguez Sagols fue nombrado director general de Fundación Azteca.

## Programas

### Plantel Azteca

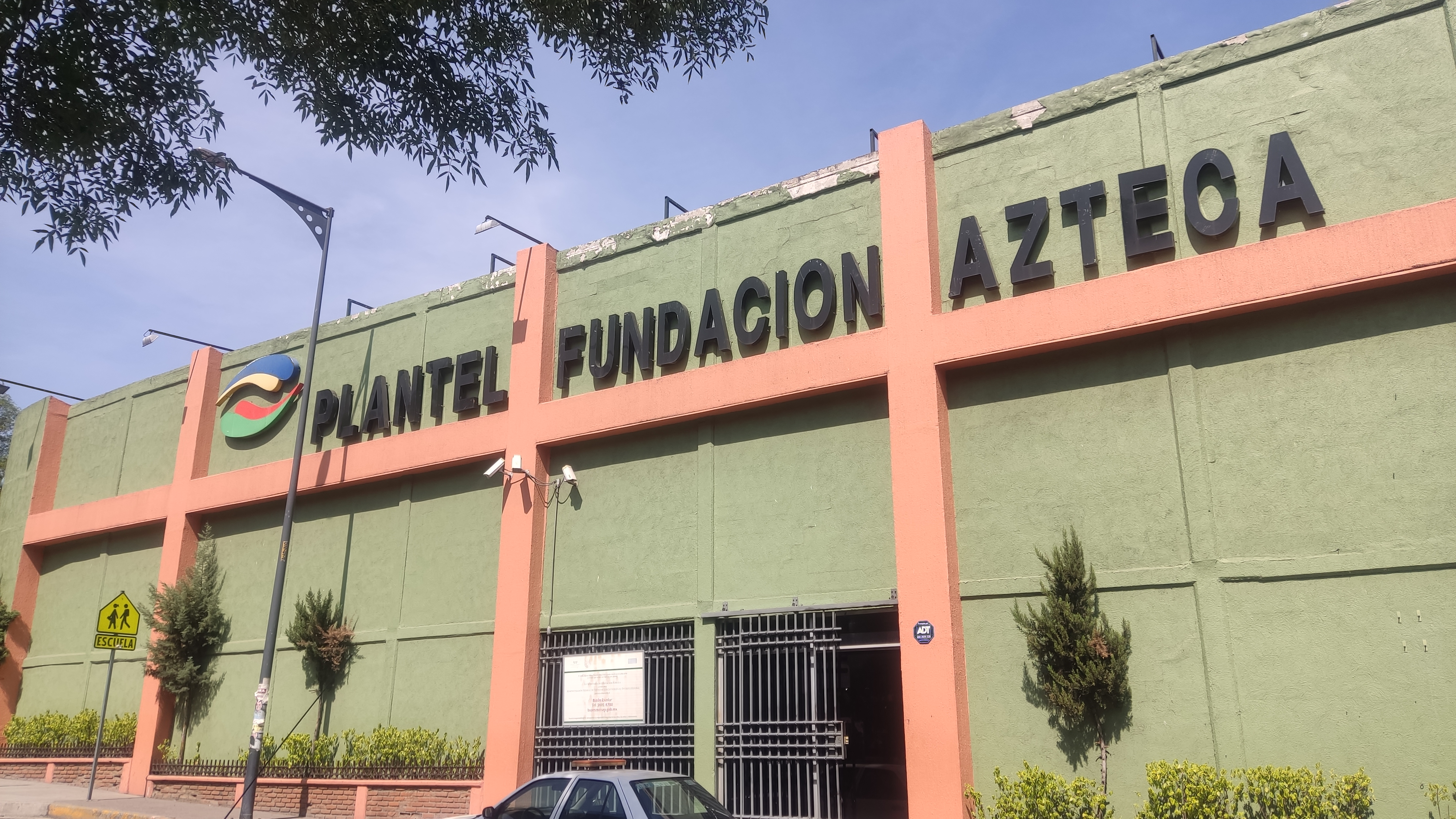
Entrada al plantel

Es la única escuela privada en México que beca a todos sus alumnos de nivel secundaria y bachillerato. Actualmente se han graduado más de 12,000 alumnos, con promedio superior a 8.5. Para Plantel Azteca, la educación es la herramienta más poderosa para mejorar la calidad de vida.
El proyecto surge en 1997 como una institución educativa incorporada a la Secretaría de Educación Pública por iniciativa de Grupo Salinas, en la cual se imparten clases de secundaria y bachillerato técnico a estudiantes de escasos recursos.
Actualmente, un modelo de intervención educativa se ha implementado en dos escuelas públicas, una en León, Guanajuato y otra en la ciudad de Puebla, complementando con actividades extracurriculares.
Además, dentro de los Planteles Azteca, se imparten clases extracurriculares de robótica. Fundación Azteca patrocina la participación de equipos en los campeonatos locales e internacionales de robótica.

### Esperanza Azteca
Este programa operó durante 10 años. En el 2019, Fundación Azteca transfirió la operación de las Orquestas Sinfónicas y Coros a la Secretaría de Educación Pública, anunciando la creación del Programa de Educación Musical y Orquestas Escolares dirigido a las escuelas públicas de educación básica.

### Emprendimiento social
Es un programa (enlace roto disponible en Internet Archive; véase el historial, la primera versión y la última). que trabaja con organizaciones de la sociedad civil para fortalecerlas. Fundación Azteca cuenta con una red de 2 mil organizaciones. 

### Movimiento Azteca
A través de una campaña mediática, Movimiento Azteca invita a la sociedad a realizar aportaciones para apoyar a organizaciones en ayuda de desastres naturales, salud médica, etc.

### Vive sin Drogas
Vive sin Drogas es un programa que busca prevenir a la población sobre las consecuencias del consumo de drogas y las adicciones.
Mediante campañas y giras al interior de la república mexicana llamadas "La gira Vive sin drogas" junto al talento de TV Azteca. 

### Limpiemos México
Limpiemos México es un programa de educación y conciencia ambiental que busca sensibilizar a la sociedad sobre el problema de la basura y ofrecer soluciones a través de campañas de limpieza, rescate de espacios públicos y capacitaciones de educación ambiental. 

### ¡Qué Viva la Selva Lacandona!
Promueve la educación y conservación de los espacios naturales en México mediante un programa educativo enfocado a niños y niñas de entre 9 y 17 años de edad.

### Juguetón
Campaña anual mexicana organizada por la Fundación en conjunto con TV Azteca‚ cuyo fin es recaudar juguetes para niños de escasos recursos en México. Se lleva a cabo desde la temporada decembrina 1995-1996, precediendo al evento Teletón organizado por su rival, Televisa. Su primera edición fue realizada el 6 de enero de 1996 y se realiza cada año desde el 1 de diciembre del año saliente, al 6 de enero del año entrante y aunque se habilitan cuentas bancarías para donación monetaria, las donaciones se hacen mayoritariamente en especie.
Su nombre es un juego de palabras al hacer la contracción de las palabras juguete y maratón.

### A Quien Corresponda
El programa de TV Azteca A Quien Corresponda con Jorge Garralda es parte del esfuerzo de Fundación Azteca de asistencia a la comunidad.

## Premios
- Premio Naciones Unidas por su esfuerzo en la prevención del uso de drogas con la campaña Vive Sin Drogas.[8]